# Panhard & Levassor Dynamic
Panhard & Levassor Dynamic je čtyřdveřová limuzína, kterou v roce 1936 představila francouzská automobilka Panhard & Levassor jako nástupce modelů CS a DS. Vůz měl elegantní proudnicovou karosérii s částečně zakrytými koly, trojdílné čelní okno použité už u vozů CS verze Panoramique a v předních blatnících integrované kryté světlomety.
Prototyp, známý jako Dynamic 20 CV, vznikl v březnu 1936 byl osazen řadovým šestiválcem o objemu 3 485 cm³ (20 CV).
Na vývoji mechanických částí se podílel Louis Delagarde, karosérii ve stylu art deco navrhoval Louis Bionier. Od května 1936 sériově vyráběný model Dynamic 130 používal bezventilový šoupátkový řadový šestiválec 2 516 cm³ (14 CV) z předcházejícího vozu CS.
V nejslabší verzi 130 byly vyráběny šestimístné limuzíny bez zavazadlového prostoru, čtyřmístné limuzíny se zavazadlovým prostorem vzadu (Berline), dvě karosérie kupé a jedna verze kabriolet. Celkem bylo tohoto typu do roku 1938 vyrobeno jen 358 vozů. Vyráběné vozy získaly četná ocenění v soutěžích elegance, unikátní bylo také to, že řidič, aby mohl vychutnat výhled z vozu, seděl za volantem, který byl umístěn vpředu uprostřed.
Paralelně byl vyráběn model Dynamic 140, používající motor z modelu CS Spécial s objemem 2 861 cm³ (16 CV) o výkonu 70 koní (51 kW). Tento typ si zákazníci objednávali nejčastěji. Do ukončení výroby v důsledku začátku války (1940) bylo vyrobeno 2 230 vozů. Poslední vozy série produkované od roku 1939 už měly opět volant na levé straně. Tím také skončila výroba posledního osobního automobilu používající bezventilový šoupátkový motor licence Knight.
V roce 1937 byl představen model Dynamic 160 jako nástupce typu DS. Objem motoru byl 3 834 cm³ (22 CV). Do roku 1938 vzniklo 153 těchto automobilů.

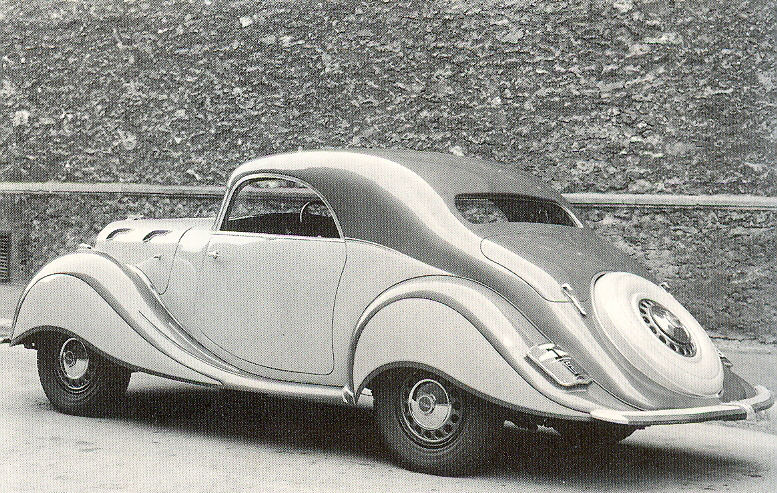
Panhard & Levassor Dynamic Coupé Junior (1936)
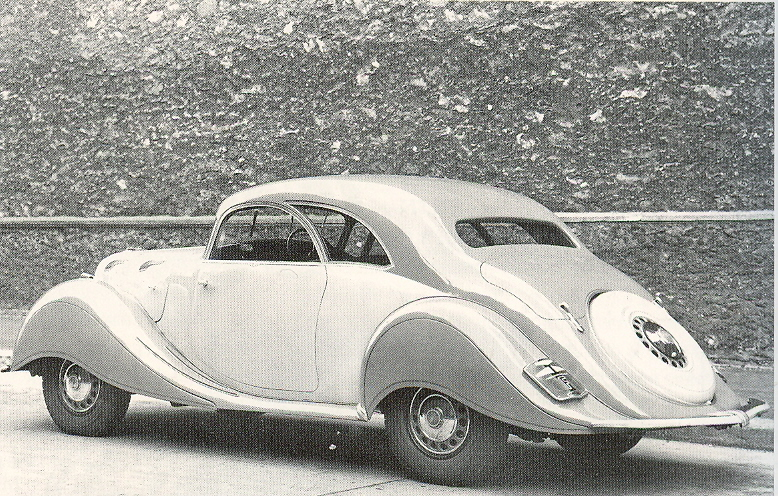
Panhard & Levassor Dynamic Coupé Major (1936)
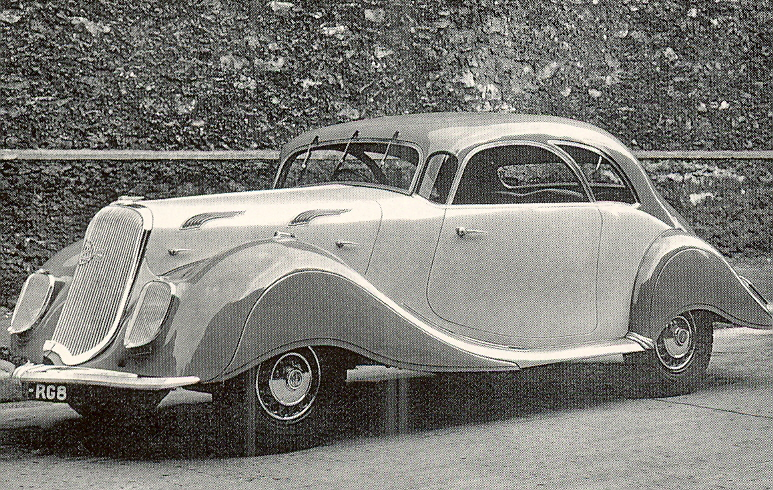
Panhard & Levassor Dynamic Coupé Major (1936)
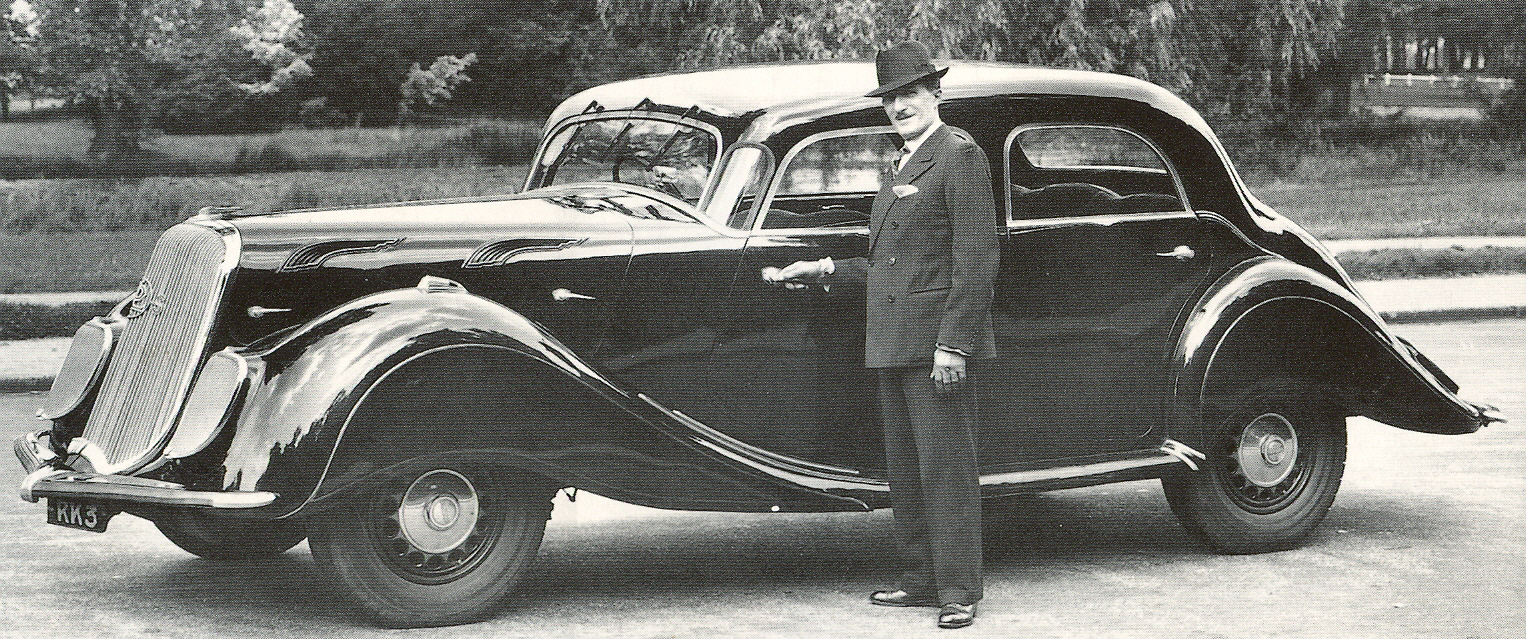
Panhard & Levassor Dynamic Berline (1937)